# Ficedula superciliaris
Ficedula superciliaris là một loài chim trong họ Muscicapidae.

## Hình ảnh

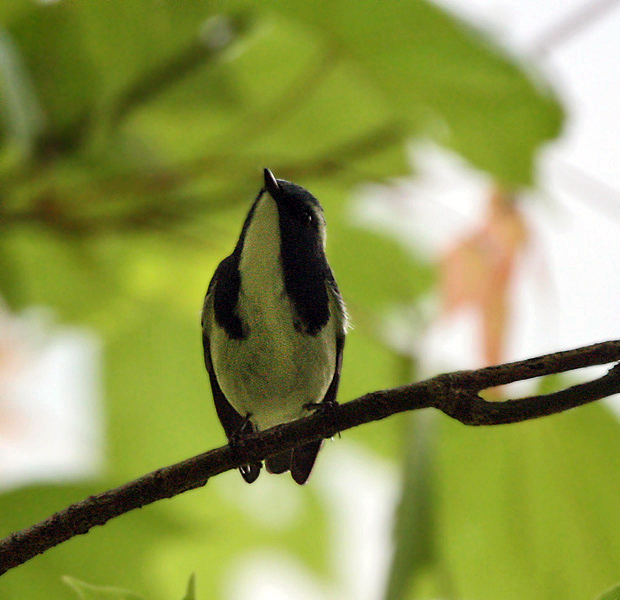
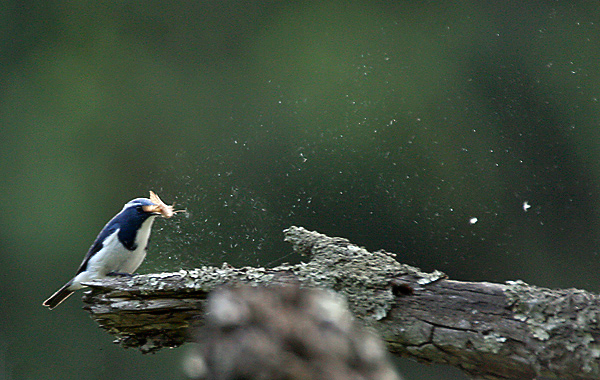
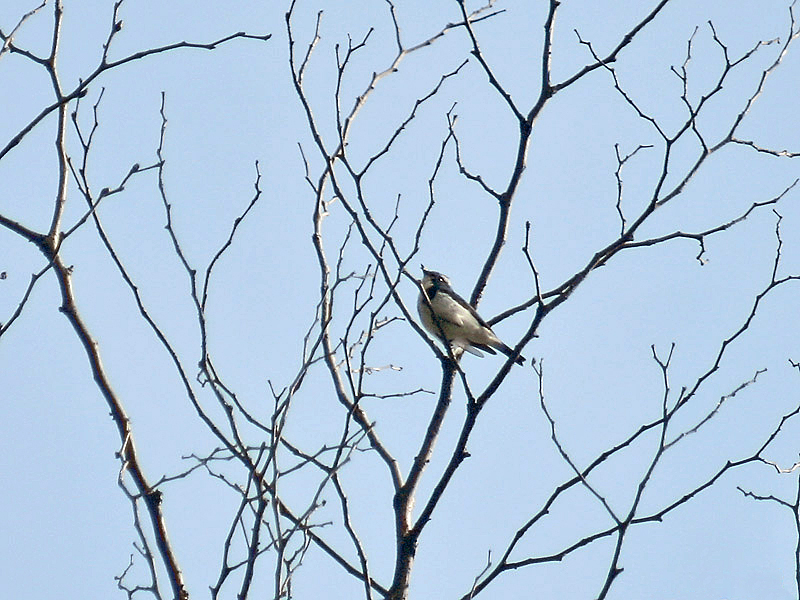
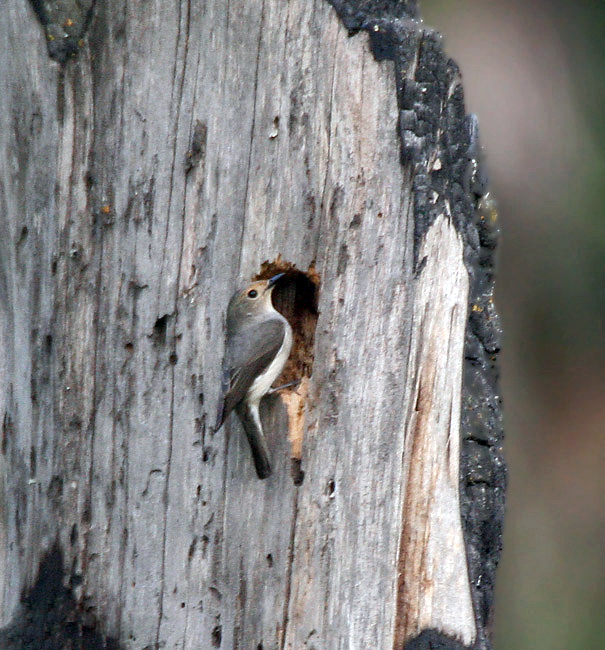